# Chetnole
Chetnole är en ort och civil parish i Storbritannien.   Den ligger i kommunen Dorset och riksdelen England, i den södra delen av landet, 190 km väster om huvudstaden London. Chetnole ligger 72 meter över havet och antalet invånare är 330.
Terrängen runt Chetnole är lite kuperad. Runt Chetnole är det ganska tätbefolkat, med 86 invånare per kvadratkilometer. Närmaste större samhälle är Yeovil, 9,4 km nordväst om Chetnole. Trakten runt Chetnole består i huvudsak av gräsmarker.